# Wielka Garajowa Kopa
Wielka Garajowa Kopa (słow. Veľká Garajova kopa, 1969 m) – szczyt Liptowskich Kop (Liptovské kopy) położony pomiędzy Małą Garajową Kopą (Malá Garajova kopa), od której oddziela go Garajowa Przełęcz Pośrednia (Prostredné Garajovo sedlo), a Wielką Kopą Koprową (Veľká kopa), od której oddziela go Garajowa Przełęcz Wyżnia (Vyšné Garajovo sedlo).
Wielka Garajowa Kopa ma dwa nieznacznie różniące się wielkością wierzchołki, nieco wyższy jest północny. Jest to najwyższy i najbardziej na zachód wysunięty szczyt wśród Garajowych Kop i jest zwornikiem. W kierunku północnym wysyła boczne ramię, które poprzez przełęcz Zadni Rycerowy Zawracik (Zadný Licierov závrat) biegnie do Zadniej Rycerowej Kopy (Zadná Licierova kopa, 1958 m). Wielka Garajowa Kopa wznosi się nad trzema dolinami: Zadnie Rycerowe (Temná Tichá dolina), Wielkie Rycerowe (Zadné Licierovo) i Dolinka Garajowa (Garajova dolina). Średnio stromy stok opadający do tej ostatniej dolinki jest całkowicie trawiasty. W stoku północno-wschodnim o wysokości około 100 m najbardziej stroma jest jego lewa część.
Szczyt i jego zbocza były dawniej wypasane, jak całe Kopy Liptowskie. Od 1949 r. cały ten rejon stanowi niedostępny dla turystów obszar ochrony ścisłej. Przez geografów polskich jest zaliczany do Tatr Wysokich, przez część słowackich do Tatr Zachodnich.
Drogi na szczyt były znane od dawna pasterzom i kłusownikom. Pierwsze odnotowane wejście turystyczne zimowe – Józef Grabowski z pięcioma osobami towarzyszącymi – 3 marca 1912 r.

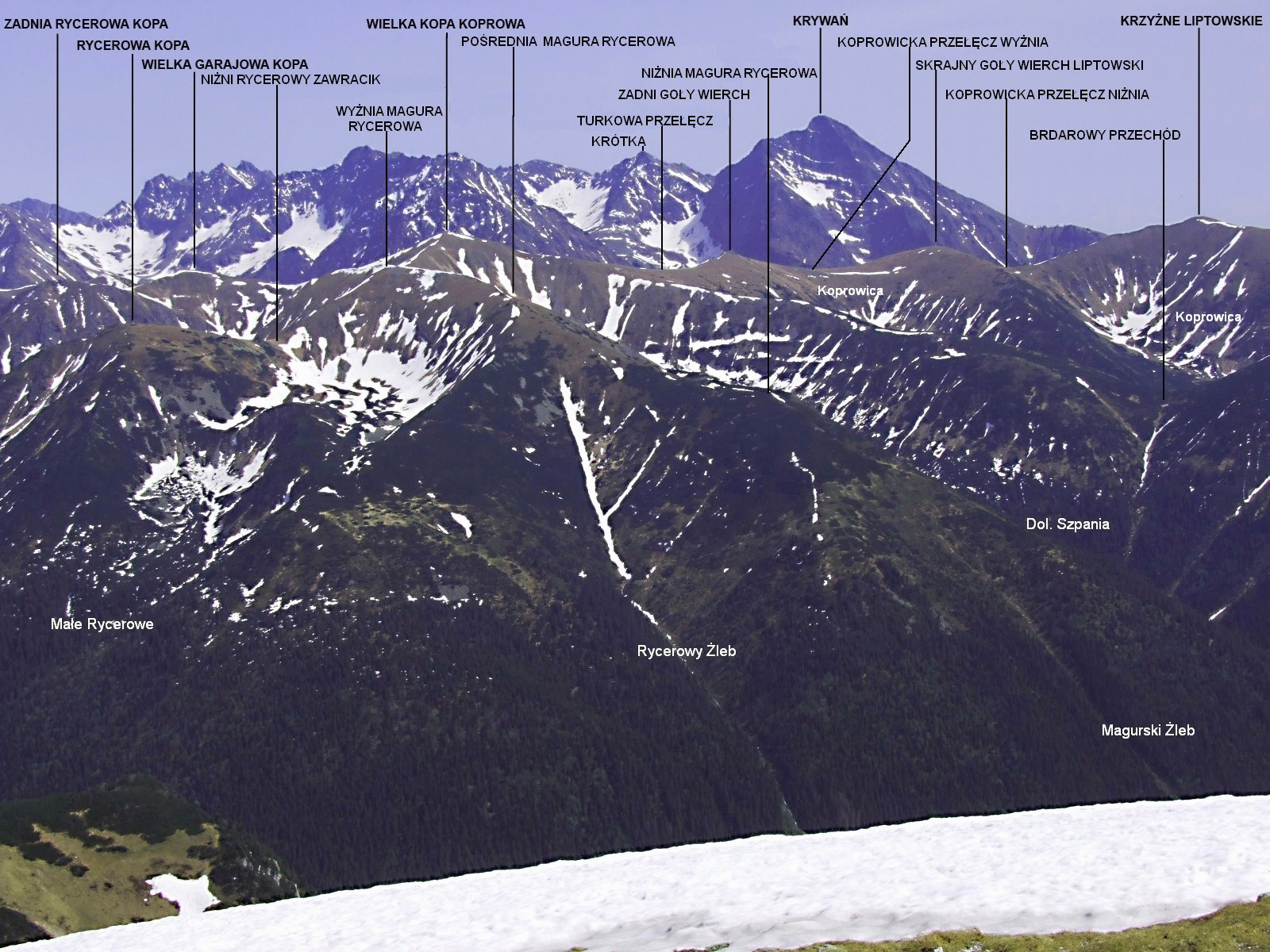
Liptowskie Kopy, widok z Małołączniaka